# Трансаралска железница
Трансаралска железница названа и Ташкентска железница је железница изграђена за време Руске Империје која повезује европску Русију са руским Туркестаном у Централној Азији. Као стандардна руска железничка траса пруга има распон између шина 1520 мм. Пруга између градова Оренбург (Русија) и Ташкента (данас главни град Узбекистана) је завршена 1906.

## Историја
Изградња пруге је поћела 1887. година са оба краја планиране трасе. 1906. завршена је последња дионица Кубек-Ташкент. До 1913. са дограђеним странским пругама железница је имала 2234 км пруге. Тада је по прузи возило 552 паровоза, 7853 товарних и 655 путнићких. До 1955. пруга дограђена на дужину 2419 км. 
Са распадом Совјетског Савеза пруга је постала део Казахстанске, Руске и Узбекистанске железнице.

## Траса
Неки од већих градова на траси :
- Оренбург
- Арал
- Чимкент
- Кизилорда
- Туркестан
- Ташкент

Трансаралска железница се спаја на истоку са железницом Туркестан-Сибир код града Аријск у Казахстану.